# Amphiplexia
Amphiplexia, rod crvenih algi iz porodice Clavicloniaceae. pripadaju mu dvije morske vrste uz australsku obalu, koje su isključene iz porodice Acrotylaceae.

## Vrste
1. Amphiplexia hymenocladioides J.Agardh
2. Amphiplexia racemosa (J.Agardh) Kraft 1977